# Julia Kristeva
Julia Kristeva (em búlgaro:  Юлия Кръстева; Sliven, 24 de junho de 1941) é uma filósofa, linguista, crítica literária, psicanalista e teórica feminista búlgaro-francesa.

## Biografia
Natural de Sliven, Bulgária, nasceu em 24 de junho de 1941. Seu pai era Stoyan Kristev, importante incentivador da educação das filhas. Realizou seus estudos iniciais em uma escola francófona de padres dominicanos, junto a sua irmã. Formou-se em Linguística e Literatura Francesa pela Universidade de Sófia, conseguindo auxílio financeiro para a pós-graduação na França, em dezembro de 1965. Desde então reside na França.
Passou por diversas instituições francesas, concluindo seu doutoramento em Linguística pela École Pratiques des Hautes Études, em Paris. Casou-se em 1967 com o crítico literário Philippe Sollers, colega no grupo de filósofos estruturalistas Tel Quel.

### Atuação política
Tornou-se marxista, tendo, inclusive, realizado em 1974 uma viagem à China Maoísta, apoiando a Revolução de Tse Tung. Foi ativa na política internacional, tendo sido acusado em maio de 2018, pelo governo búlgaro, de ter atuado como agente secreta soviética na década de 1970, sob o codinome Sabine. Kristina nega tais informações.

## Influência
Ela tornou-se influente na análise crítica internacional cultural e em teoria feminista após publicar o seu primeiro livro, Sèméiotikè, em 1969. 
Sua enorme produção inclui livros e ensaios que abordam a intertextualidade e a semiótica, nas áreas da linguística, teoria e crítica literária, psicanálise, biografia e autobiografia, análise política e cultural, arte e história da arte. Juntamente com Barthes, Todorov, Genette, Lévi-Strauss, Lacan, Greimas, Foucault, e Althusser, ela permanece como uma das principais filósofas estruturalistas. Suas obras têm também um lugar importante no pensamento pós-estruturalista.

### Influência no Brasil
No Brasil sua influência é notada nos campos da teoria literária, comunicação, semiótica e feminismo, tendo sido orientadora, por exemplo, de Leda Tenório da Motta e Eneida Maria de Souza, ambas na década de 1980.

## Obras
- Séméiotiké. Recherches pour une sémanalyse, 1969;
- Le Texte du roman. Approche sémiologique d´une structure discurcive transformationnelle, 1970;
- História da Linguagem, 1974
- About Chinese Women, 1974;
- Revolution in Poetic Language, 1974;
- Polylogue, 1977;
- Powers of Horror. An Essay on Abjection, 1980;
- Tales of Love, 1983;
- Black Sun, 1987;
- Strangers to Ourselves, 1988;
- The Incredible Need to Believe, 2007;
- Possessions: A Novel, Murder in Byzantium, Seule une femme, Teresa, my love, 2008;
- Pulsions du temps, 2013;
- L’Horloge enchantée, 2015.[5]